# Robert Burns

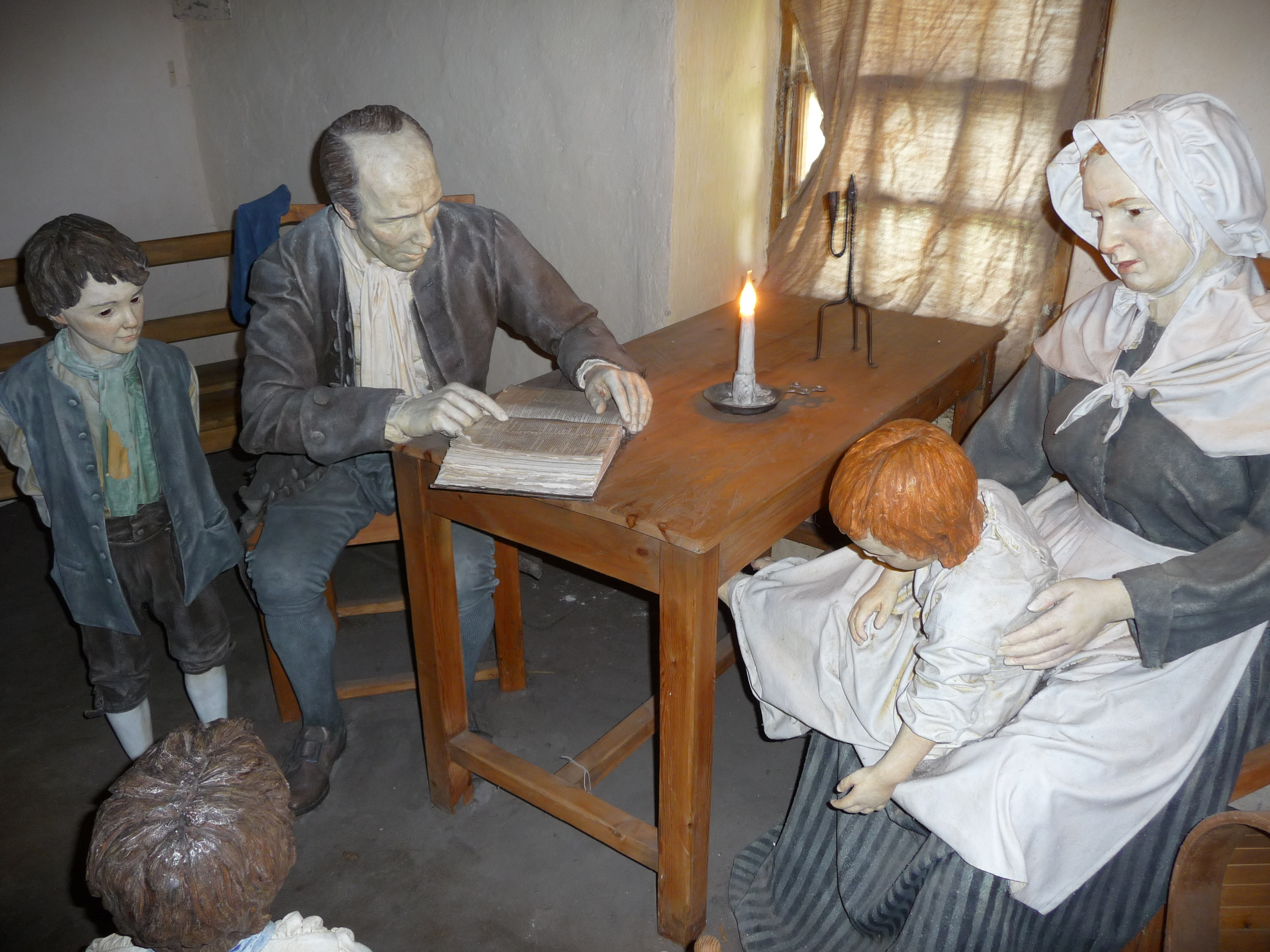
Inuti Burnsmuseet

Robert Burns, född 25 januari 1759 i byn Alloway nära Ayr, död 21 juli 1796 i Dumfries, var en skotsk nationalpoet.
Robert Burns var son till en fattig bonde och äldst av sju syskon. Efter faderns död 1784 blev han, tillsammans med en bror, arrendator av faderns bondgård i Mossgiel, men jordbruket gick dåligt. Under sin tid här börjar han författa sina första poesistycken som The rigs o' barley och Welcome to his lovebegotten daughter. Hans alster blev snabbt populära i vänskapskretsen. En av hans främsta inspiratörer var den skotske poeten Robert Fergusson.
Burns hade en rad kärleksaffärer med unga flickor i trakten och en av dem, murardottern Jean Armour, blev gravid. Hennes far förbjöd sin dotter att gifta sig med Burns, varvid Burns bestämde sig för att emigrera till Jamaica.
För att få pengar till resan, skrev han under vintern 1785–1786 en samling dikter, som utgavs 1786 tillsammans med andra tidigare komponerade: Poems, Chiefly in the Scottish dialect. Här ingick några av hans största dikter såsom Halloween, The holy fair, Address to the Deil, The brigs of Ayr. Diktsamlingen blev en stor succé och Burns fick en stor summa pengar för den. Samtidigt skrev han även The jolly beggars, som dock publicerades först efter hans död.
Burns övertog 1786 ett arrende, Ellisland, i grevskapet Dumfries, och gifte sig med Jean Armour. Detta jordbruk gick också med förlust, och 1791 tog Burns tjänst som accistjänsteman. Hans hälsa blev nedsatt av för stor alkoholkonsumtion och han avled i sviterna av reumatisk feber 1796.
Burns betraktas av eftervärlden som nationalhjälte, med egen dag i den skotska kalendern då det bland annat brukar hållas särskilda Burnsmiddagar. Hans inspiration var den skotska folkvisan och hembygden - dess natur och folk, men kanske främst hans många kärleksförbindelser. Robert Burns skrev ofta på lågskotska, men även ibland på engelska med skotsk dialekt. Han är upphovsman till en rad odödliga verk, däribland Auld Lang Syne, Address to a Haggis, My love is like a red red rose och To a mouse, den sistnämnde vilken inspirerade John Steinbeck till boken Möss och människor. Det sägs att Bob Dylan också har Robert Burns som favoritpoet. 
Omkring 100 år efter hans död hedrades han med samlingsverket "The poetry of Robert Burns" i fyra band, innehållande all diktning man då kände till. Verket gjordes bara i 750 handgjorda exemplar och för bibliotek i England och USA.

## Utmärkelser
Asteroiden 5739 Robertburns är uppkallad efter honom.